# Kouklioí (ort i Grekland)
Kouklioí (Kouklioi) är en ort i Grekland.   Den ligger i prefekturen Nomós Ioannínon och regionen Epirus, i den nordvästra delen av landet, 300 km nordväst om huvudstaden Aten. Kouklioí ligger 410 meter över havet och antalet invånare är 407.
Terrängen runt Kouklioí är kuperad. Runt Kouklioí är det ganska glesbefolkat, med 21 invånare per kvadratkilometer. Närmaste större samhälle är Rodotópi, 18,9 km sydost om Kouklioí. I omgivningarna runt Kouklioí växer i huvudsak blandskog.